# Landvogtei Oberelsass
El Landvogtei Oberelsass se extendía mucho más allá del Landgraviato de Alsacia y comprendía generalmente todas las tierras de la Casa de Austria en uno y  otro lado del Rin, en Alsacia, en Breisgau y la Selva Negra. De estas tierras, unas provenían del antiguo patrimonio de los condes de Habsburgo, otras fueron sucesivamente adquiridas por matrimonios, por dinero o como resultado de una posesión pignoraticia. El valle de Weiler, situado en el límite de las dos Alsacias, llegó a la Casa de Austria por el matrimonio del emperador Rodolfo I con Gertrudis de Hohenberg, a mediados del siglo XIII. El condado de Ferrette o Sundgau vino, en 1324, por el matrimonio de Alberto II con Johanna von Pfirt. Seis años después, Breisach, Neuenburg am Rhein, Rheinfelden, ciudades del Imperio, fueron empeñadas a Alberto II por el emperador Luis de Baviera. Freiburg im Breisgau se sometió voluntariamente, en 1368, a los príncipes de Austria, que luego también ocuparon el Landgraviato del Breisgau. Finalmente, Ensisheim y Landser, cada una con su bailía situada en Alsacia, Waldshut, Laufenburg, Säckingen, la Selva Negra, fueron anexadas a las antiguas posesiones de los Habsburgo.
Estas tierras, tomadas en conjunto, se denominaban provincias austriacas anteriores (die Vorder-Österreichische Lande) y superiores, y la parte más importante era la Alta Alsacia (Oberelsass), aunque no era totalmente austríaca. Las tierras transrenanas fueron anexadas al Círculo de Suabia, mientras que Alsacia pertenecía al Círculo del Alto Rin, esto hizo que aquellos que gobernaron estas provincias en el siglo XIV fueran llamados generalmente Vögte de Suabia y Alsacia.
Antiguamente había en Alsacia, como en todas las provincias austríacas, tres estamentos: el clero, la nobleza, la burguesía, cada uno tenía su síndico y sus archivos particulares. Estas órdenes enviaban a menudo a sus diputados a Ensisheim, ya sea juntos o por separado, para deliberar sobre sus intereses particulares o sobre los impuestos demandados por el príncipe. Cuando Alsacia fue separada de la Casa de Austria, estos diputados se reunieron en Freiburg im Breisgau, nueva sede administrativa (Oberamtssitz) de las tierras austríacas anteriores.

## Landvögte de la Casa de Austria

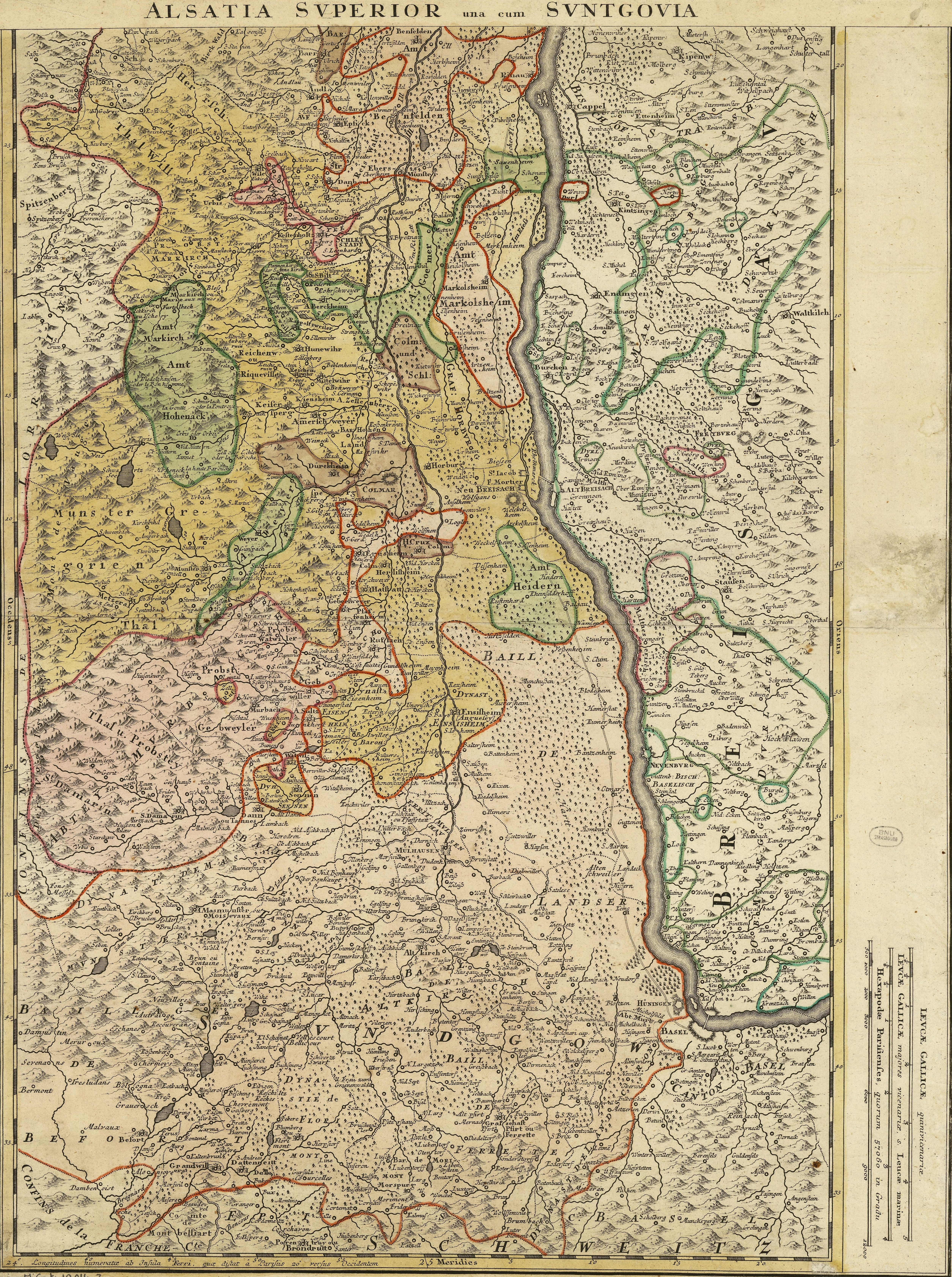
Alsatia Superior una cum Suntgovia por Daniel Specklin

A los Landvögte imperiales inmediatos de Alsacia sucedían los Vögte austríacos o mediatos, quienes tenían la administración de las tierras del Sundgau y las otras propiedades que los Habsburgo de  Austria poseían en Alsacia, en el Breisgau y en la Selva Negra.  Estos Vögte de la Casa de Austria comenzaron a existir cuando el condado de Ferrette cayó por matrimonio a los duques de Austria, en 1324, cuando se extinguieron los condes.
Antes, los condes de Habsburgo habían confiado a un apoderado, procurator, sus bienes patrimoniales en Alsacia, y sobre todo desde el momento en que se colocaron en el trono real de Alemania y del ducado de Austria. Encontramos, en 1297, como apoderado de Alberto I, quien aún no era rey, a un alsaciano, Otto von Ochsenstein. Seis años después, los «Anales de Colmar», bajo la fecha de 1303, informan acerca de la existencia de un «administrador en jefe, solennis procurator, del Rey de Romanos, quien gobernaba desde Rheinfelden hasta Schlettstadt inclusive, residía en la torre de Ensisheim, y estaba forzado a rendir cuenta de aquello que le había sido confiado», omitiendo no obstante, el nombre del hombre a quien Alberto I había confiado la administración de estas tierras. En efecto, las propiedades de los Habsburgo terminaban en Schlettstadt y en el señorío de Weiler, que había sido comprado por Rodolfo I, padre de Alberto. Sin embargo el título de Landvogt austríaco en Alsacia, nombre que designa más tarde la primera dignidad conferida por los archiduques en esa provincia, comienza a ser conocido a partir de esta época. También se llamaba a estos Landvögte capitanes, capitanei. A veces había capitanes distintos de los Landvögte. Más tarde su cargo fue ocupado por un lugarteniente, en alemán Statthalter.
El primer Vogt del Sundgau o del condado de Ferrette, fue Johann I von Hallwyl, miembro de la orden ecuestre de Alsacia, quien adhirió con las ciudades de Breisach, Neuenburg am Rhein, Rheinfelden, al tratado de paz pública firmado en Alsacia en 1328. En 1334, Wirich Roeder von Diersburg, y otros nobles, hechos prisioneros en el castillo de Schwanau, firmaron una carta de Landfrieden con la ciudad de Estrasburgo, los duques de Austria y Johann I von Hallwyl; lo mismo hicieron ese año Erlewin von Girbaden, Ottomann y Nibelung von Matzenheim, Anselm y Johann Stroseil von Hipsheim, prisioneros en Ensisheim.  
En 1338, el martes antes de la Ascensión, Johann I von Hallwyl, Pfleger in Suntgowe, firmó, con la mayoría de los Estados de Alsacia, un tratado de alianza contra los perseguidores de los judíos.
Ulmann von Pfirt, caballero, es calificado por Alberto II el Sabio, y Johanna von Pfirt, su mujer, como Landvogt in Suntgow, en una carta dada en Baden, en Aargau, en 1342, carta por la cual los dos esposos le recomiendan el convento de franciscanos establecido en Thann.
En 1345, Ulrich Diebold von Hasenburg, Pfleger und Amtmann de la duquesa de Austria en el Sundgau; Peter von Bollweiler, presidente del tribunal provincial de los duques de Austria en la Alta Alsacia, y Hanmann vom Haus, Vogt de Ensisheim, adhirieron a la liga alsaciana, formada en Schlettstadt, con el fin de proteger la paz pública.
En 1350, Ulmann von Pfirt, comandante superior (Hauptmann und Pfleger), no solo del Sundgau, sino de toda la Alsacia austríaca y del Breisgau, hizo una alianza de cinco años con las ciudades de Estrasburgo, Basilea y Freiburg im Breisgau; al año siguiente, otorgó en carácter de prenda, a la ciudad de Estrasburgo, como Vogt del Sundgau, una renta de 200 Gulden sobre la ciudad de Sennheim y el pueblo de Steinbach y, en 1358, el mismo ingreso sobre las ciudades de Sennheim y Thann.
En 1354, el conde Johann von Frohburg, Vogt por la Casa de Austria en Suabia y Alsacia, asistió al asedio de Zúrich. El conde Hammann von Frohburg, era entonces Vogt de Aargau.
En 1359, el duque Friedrich III von Teck, Landvogt de Alsacia y Suabia, aparece en una carta de Rodolfo, duque de Austria. En 1361, Rodolfo y sus hermanos cerraron una transacción con el capítulo de Basilea. Ulmann von Pfirt y Friedrich III von Teck fueron simultanéamente los Unterlandvögte de la Alsacia imperial. Friedrich von Teck utilizó el sello de la capitanía de los duques de Austria en Suabia y Alsacia (Capitaneatus Ducum Austriæ per Sueviam et Alsatiam).  
Después del duque de Teck sucedió, una vez más, el conde Johann von Frohburg. En 1363, el duque Rodolfo recomendó defensa de los derechos de la ciudad de Freiburg a «Viro nobili et magnifico Joanni Comiti de Froburg, suo dilecto consanguineo et capitaneo per Sueviam et Alsatiam, ejusque in dicto capitaneatu successoribus».
Como esta capitanía era esencialmente un cargo militar, las funciones civiles del Landvogtei de Suabia y de Alsacia eran entontonces ejercidas por Johann II von Platzheim-Lenzburg, obispo de Gurk, canciller del duque Rodolfo IV, y nombrado Landvogt. Pero, en lo sucesivo, estos dos cargos de capitán y de Vogt estarían generalmente reunidos.
En 1368, Albrecht von Buchheim era capitán y Landvogt de los duques de Austria en Suabia y en Alsacia. Creó el peaje del puente del Rin, en Breisach, que el duque Leopoldo concedió a esta ciudad por el término de veinte años. Albrecht había sido Vogt en Aargau y en Thurgau en 1356.
En 1370, Burkhard von Vinstingen es llamado por el duque Leopoldo su capitán, Vogt en Alsacia y el Sundgau. 
Este año nuevamente el Vogtei del Breisgau fue separado de Alsacia y Suabia, y la administración fue confiada a Rodolfo, margrave de Baden, por Leopoldo y Alberto, duques de Austria.
En 1372, Rudolf von Walsee fue instituido a la vez Landvogt imperial por seis años, y Vogt de Suabia, Thurgau, Aargau, Sundgau y Breisgau, por el duque Alberto.
Tuvo por Untervogt a Johann von Murmelin, caballero, quien concluyó, el 14 de septiembre de 1373, con las ciudades de Alsacia y del Breisgau un nuevo tratado de alianza contra Herlisheim. 
En 1373, Burkhard Münch von Landskron, der Jüngere, sucede a Rudolf von Walsee en los Vögteien de Suabia y Alsacia.
En 1374, el conde Rudolf IV von Habsburg-Laufenburg, aparece como Vogt de Suabia y Alsacia, en nombre de Austria; otorgó, el 18 de septiembre, una carta al monasterio de Wettingen. El 4 de diciembre, se adjudicó el título de Vogt austríaco en las provincias superiores (Ich Graff Rudolf von Habspurg, Here zu Louffenberg, zu disen Zitten Lantvogt miner Herrschafft von Osterrich in iren obern landen).
El año siguiente, el duque Leopoldo recomendó desde Freiburg im Breisgau, a Rudolf IV von Habsburg-Laufenburg y a sus sucesores en el Vogtei de Suabia, Alsacia y Aargau, protección al hospital de Baden.
Mediante cartas dadas en Frankfurt, en 1382, el emperador Wenceslao prohibió a Martin Malterer, Landvogt in Obern Elsassen, citar a la ciudad de Colmar ante el tribunal del Landgraviato de la Alta Alsacia.

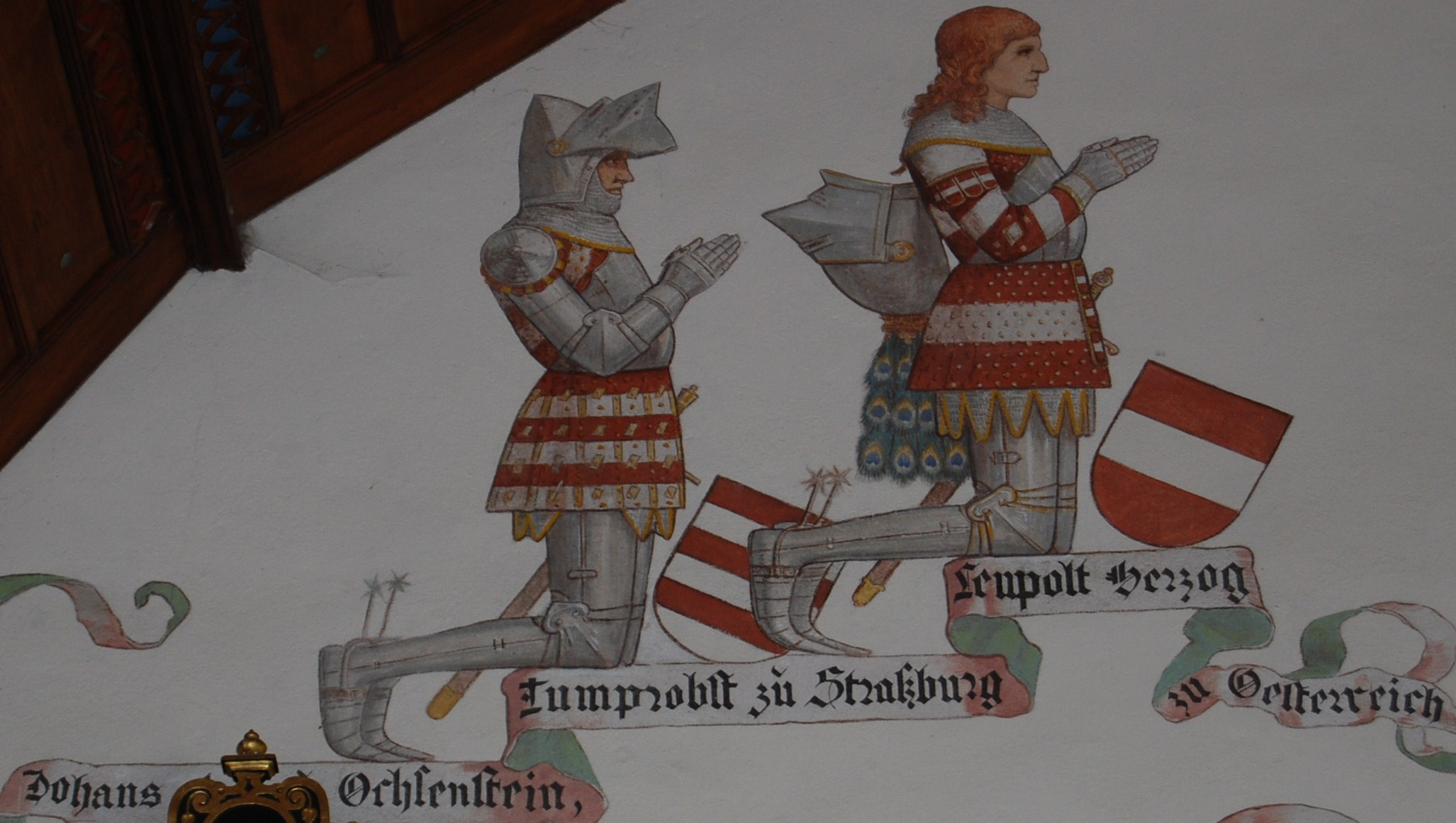
Leopoldo de Austria y el barón Johann von Ochsenstein.
Schlachtkapelle Sempach

En 1386, Johann von Ochsenstein, preboste de Gran Capítulo de Estrasburgo, y Vogt de la Alsacia austríaca, murió en la Batalla de Sempach con su señor, el duque Leopoldo.
En 1387, Werlin von Rodersdorf administraba Alsacia y el Sundgau, en nombre del duque Alberto. Dos años después, encontramos a Werlin von Rodersdorf como Vogt de Ensisheim.
En 1388, Walter von der Altenklingen dio una carta de protección (Schutzbrief) al monasterio de Klingenthal, construido por sus antepasados, y al año siguiente, estuvo presente como testigo, en su calidad de Landvogt de la Alta Alsacia y del Sundgau, en las reuniones del tribunal del Landgraviato, llevadas a cabo en Ensisheim.
En 1391, Klaus vom Haus, caballero, había sucedido a Walter; se asoció con Friedrich II von Blankenheim, obispo de Estrasburgo, Rudolf von Wattweiler, abad de Murbach, Basilea, Colmar, Mülhausen y otras ciudades, para combatir a una banda de ladrones. El Vogt del Breisgau era entonces Walter von Müllenheim gen. von Ramstein, preboste del capítulo de Rheinau. En otoño de 1393, Matthias von Sigenowe, juez provincial, con el asesoramiento de Klaus vom Haus, administrador del Landvogtei austríaco del Sundgau y Alsacia, llevó a cabo una investigación judicial para encontrar los derechos de sus príncipes sobre Pleen.
Pero, el mismo año 1393, los duques de Austria Alberto, Guillermo y Leopoldo cedieron el Landvogtei de Suabia, Alsacia y Breisgau a Engelhard von Weinsberg, con la condición que les pagase todos los años 7.000 Gulden.
En 1400, Friedrich von Hattstatt, Landvogt austríaco, intervino como árbitro entre los súbditos del Imperio y los de Austria que habitaban en Türckheim. Dos años después, el duque Leopoldo dio a Friedrich el título de Landvogt.
El 27 de mayo de 1406, el duque Leopoldo y Catalina de Borgoña, su mujer, dieron el Vogtei de Alsacia y del Sundgau a  Smassmann (Maximin I) von Rappoltstein, con una pensión anual de 700 Rheinischer Gulden. Más tarde surgió un proceso entre Leopoldo y Smassmann, acerca de su cumplimiento en el cargo, y en 1400, el Elector palatino Luis, Landvogt imperial de Alsacia, zanjó la dificultad con la intermediación de algunos nobles.

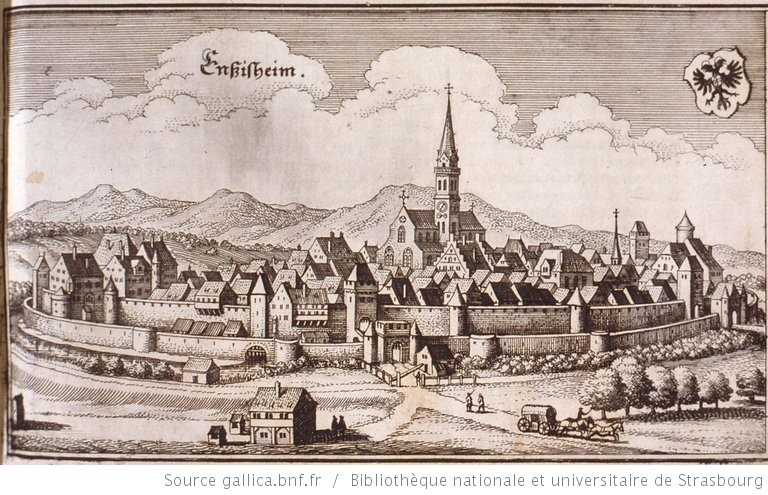
Ensisheim, sede del gobierno austríaco en Alsacia.

Pero entonces, el conde Johann von Lupfen, Landgrave de Stühlingen, fue dado como sucesor del señor de Rappoltstein. En sus cartas fechadas en Constanza, el 22 de febrero de 1417, el emperador Segismundo lo califica como noster et imperii per Alsatiam advocatus generalis, y le ordena conferir, en nombre del Emperador, a la abadía de Lüders la investidura de derechos soberanos. En esta época, el duque Federico fue despojado de Alsacia, proscrito y excomulgado en el Concilio de Constanza, y el conde de Lupfen, su Vogt, mantuvo su cargo en el Imperio y fue confirmado por el Emperador. El Vogtei del Breisgau fue asimismo administrado entonces, en nombre del Emperador, por Bernhard I, Margrave de Baden, quien lo devolvió recién en 1426 a la Casa de Austria.
En 1425, Wilhelm I, Herr zu Rappoltstein und Hohenack, Landvogt de Alsacia, Sundgau, Breisgau y la Selva Negra, publicó un reglamento sobre la moneda.
En 1428, el conde Hans von Thierstein, figura como Vogt del Sundgau y de Alsacia. Más tarde, en 1433, fue juez provincial de la Alta Alsacia.
En 1431, Smassmann (Maximin I) von Rappoltstein adhirió como Vogt de la Alta Alsacia a la alianza provincial, que tuvo por fin defender el Concilio de Basilea y proteger la seguridad de las carreteras. Cuatro años después, invistió, en nombre de su príncipe, a  Ludwig von Amoltern con el feudo del castillo de Bilstein. Todavía aparece en las cartas en 1436.
En 1439, el margrave Wilhelm von Hachberg-Sausenberg, aparece como Vogt. El lunes después de San Bartolomé, confirió a Johann Zorn, caballero, y a sus agnados, los feudos que tenían de la Casa de Austria.
En 1450, el conde de Thierstein, señor de Pfeffingen, capitán (Statthalter) de Ensisheim, intentó por orden del duque Alberto, operar una transacción entre la abadía de Murbach y la ciudad de Gebweiler; pero su intento fracasó. El mismo año estableció la paz entre los dos pueblos de Ufholz y Wittenheim, de los cuales uno pertenecía al monasterio de Murbach y el otro a los nobles de Staufen y Masmünster.
Peter von Mörsberg era Vogt de Alsacia, del Sundgau, del Breisgau y de la Selva Negra desde 1455; pero ya había dimitido de su cargo en 1467, cuando ayudó enérgicamente con sus consejos a la Casa de Austria en la nueva guerra que se preparaba contra Suiza.
Tuvo por sucesor a Thüring von Hallwyl, caballero alsaciano, mariscal del Landgraviato de la Alta Alsacia, sobre el que descansó todo el peso de la guerra emprendida contra los ciudadanos de Mülhausen y sus aliados hasta la paz de Waldshut. Thüring había sido muy inferior a sus enemigos; por ello, a su salida, castigó muy severamente a la gente de Wattweiler, que no le había prestado su ayuda.
Cuando la paz de Waldshut arregló los asuntos, el archiduque Segismundo confió la administración de sus tierras en Alsacia y  el Breisgau, en septiembre del mismo año 1468, a Karl I, Margrave de Baden, quien se había casado con Katharina, hermana del emperador Federico III. El tratado, que se hizo en presencia de la mayoría de los nobles de estas provincias, estipulaba que el Margrave recibiría como estipendio 12.000 Gulden, con la condición de mantener 200 caballos de guerra.

## El Landvogtei bajo Carlos el Temerario

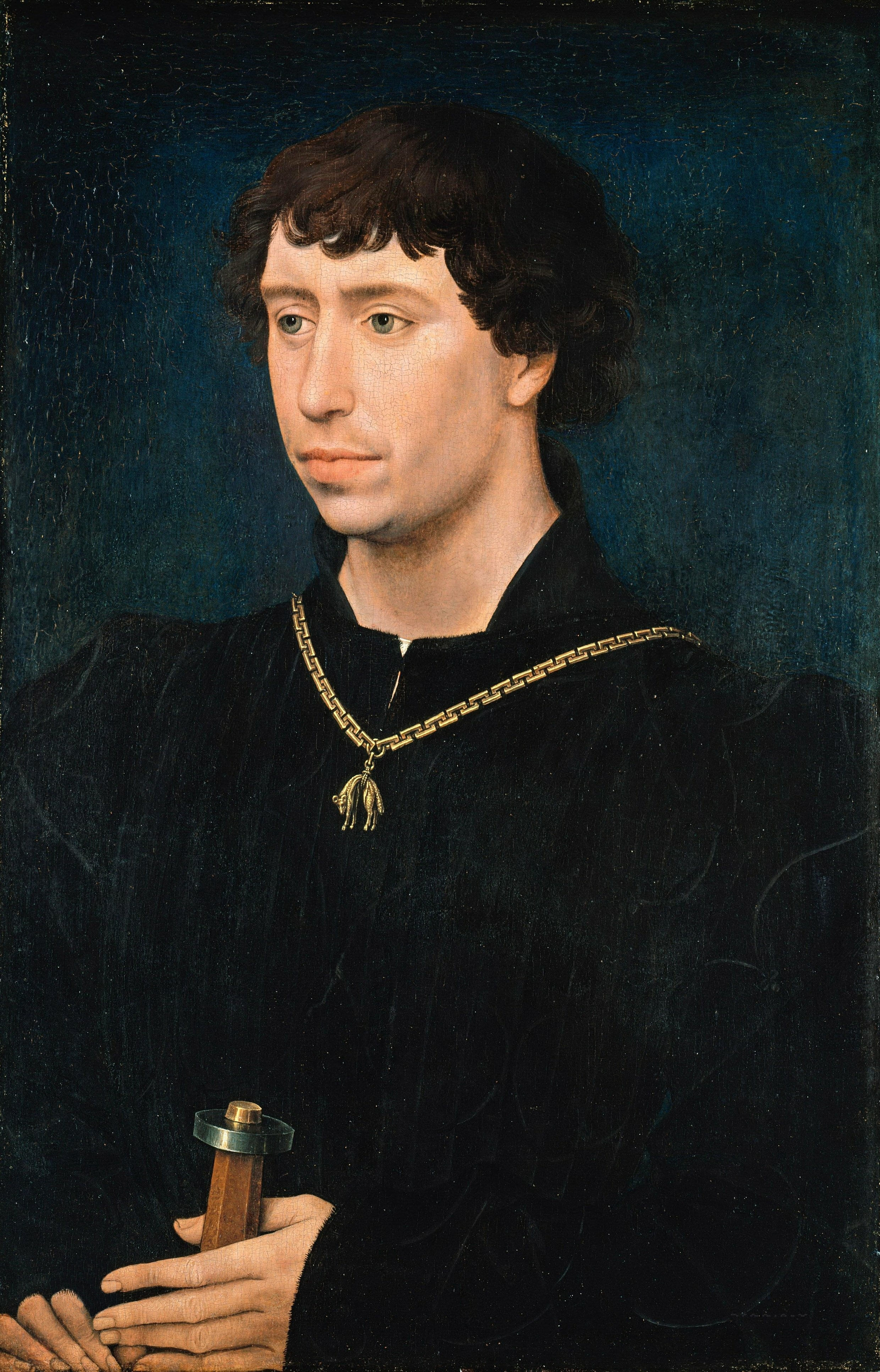
Carlos el Temerario portando el Toisón de Oro.
Óleo de Rogier van der Weyden, hacia 1460

Karl I, Margrave de Baden era aún Landvogt cuando las tierras que había gobernado fueron hipotecadas por Segismundo al duque de Borgoña, Carlos el Temerario.
El duque de Borgoña confió la administración y la vigilancia de sus nuevos súbditos en las dos orillas del Rin a Peter von Hagenbach, eques auratus, descendiente de una antigua y noble familia de Alsacia.
Peter von Hagenbach, Landvogt der Pfandlande, invistió, en nombre de su príncipe, a Ludwig Zorn con el feudo otrora austríaco del Vogtei de Ortenberg o del valle de Weiler (Weilerthal), el 23 de noviembre de 1470. 
Los «Anales de Alsacia» están llenos de las iniquidades de este hombre. Cuando se casa con la condesa Barbara von Thengen und Nellenburg, en 1474, el miedo que inspiraba obligó a los obispos de Estrasburgo y Basilea, abades, priores, condes, barones, caballeros, pueblos y aldeas a enviarle diversos regalos.
La abadía de Murbach, mucho tiempo atormentada por las vejaciones de Hagenbach, apeló al mantenimiento de sus derechos y a su propia conservación mediante una especie de protesta: «Strennus Dominus, Petrus de Hagenbach, miles, ac illustriss. Principis et Dom. Karoli, Burgundiæ Ducis, in Alsatia superiore moderno tempore Balivus, nullo jure nisi potentia fretus…». 
Finalmente, como resultado de una conspiración urdida por los alsacianos, los habitantes del Breisgau y los suizos, Hagenbach fue tomado prisionero, el día de Pascua de 1474, en Breisach, torturado y condenado a muerte por las atrocidades cometidas en el marco de la Guerra de Borgoña. Un verdugo de Colmar lo degradó y le cortó la cabeza.

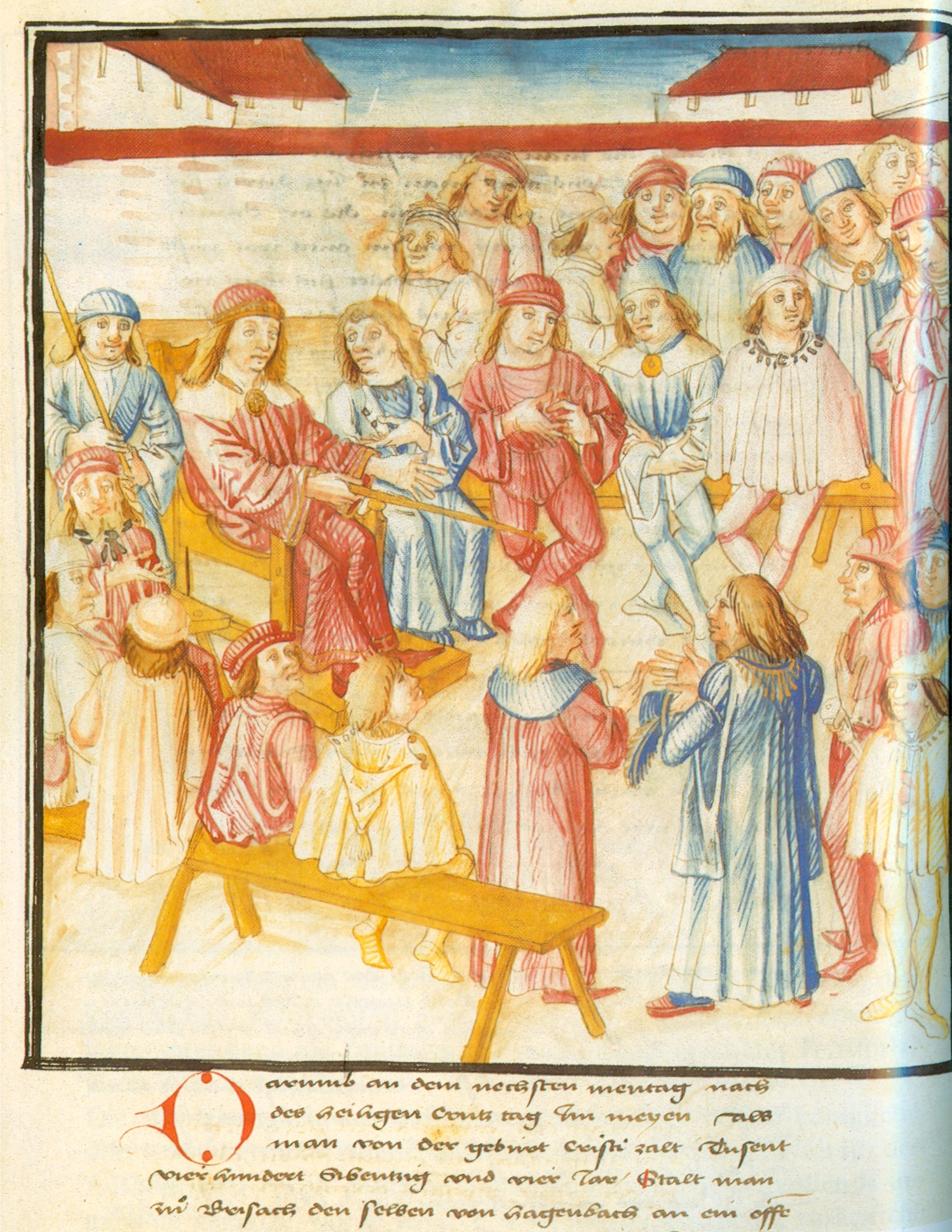
Hagenbach en el juicio, del Berner Chronik des Diebold Schilling dem Älteren.

Hagenbach tuvo por lugarteniente al caballero Hermann V Waldner von Freundstein.
El archiduque Segismundo, mientras estaba en Basilea, había nombrado a Hermann von Eptingen, capitán y su Landvogt en Alsacia, en reemplazo de Peter von Hagenbach, «y le dio doscientos jinetes muy bien armados, para intimidar a las ciudades, aldeas y castillos, ya que, según el contenido de las cartas de compromiso, el dinero de la recompra estaba listo, y tenían que obedecer al señor duque Segismundo, y a él, en nombre del señor duque».  Hermann presidió el tribunal por el cual Hagenbach fue condenado a muerte. Hermann se dedicó enérgicamente a la misión que se le confió, y después de haber salvado Alsacia de las tentativas de los borgoñones, fue sucedido por el conde Oswald von Thierstein.
En 1476, Oswald fue a Suiza con el duque René de Lorena contra Carlos el Temerario. El 22 de junio, antes de comenzar la batalla de Murten, «el señor Oswald creó y consagró de su espada ciento cincuenta caballeros, el primero fue el señor René, duque de Lorena, y entre los cuales estaban los nobles Alsacia, del Sundgau, de Breisgau, de Suabia, de la Confederación suiza, y Oswald les requirió actuar como hombres valientes».

## Reversión a la Casa de Austria
Cuando el enemigo fue derrotado, Oswald von Thierstein se ocupó en Basilea de los medios de reconquistar Lorena; pero no participó de esta expedición. «El día de Santa Ana (26 de julio de 1476) vino de Innsbruck el caballero Hermann von Eptingen, quien reportó de qué manera el señor Segismundo había destituido al señor conde Oswald von Thierstein, su Vogt, por el hecho de haber cometido un gran número de faltas en su país, mediante la introducción de innovaciones tanto en Freiburg im Breisgau, Neuenburg am Rhein como en Ensisheim... y de haber recibido una gran suma de dinero».
Wilhelm, señor de Rappoltstein, sucesor de Oswald, y sus consejeros nobles, queriendo oponerse a las usurpaciones del obispo de Basilea, que extendía en demasía su jurisdicción a los asuntos temporales, hicieron detener, en 1478, algunos de los notarios que llevaban sus órdenes.
Al año siguiente, la guerra era inminente entre el rey Luis XI de Francia y el archiduque Maximiliano, a causa de la sucesión del duque de Borgoña, «Wilhelm, señor de Rappoltstein, Vogt de nuestro señor el duque Segismundo de Austria por el Sundgau, Breisgau y la Selva Negra, invitó a todos los residentes del Sundgau a llevar a un lugar seguro todo lo que tenían en sus casas, debido a que el Rey de Francia amenazó con quemar todo en esta parte de la provincia y ha jurado la ruina de Mülhausen». Se acusó a Wilhelm de abusos y tiranía contra sacerdotes y laicos. Un noble de Stauffenberg  se dirigió a él con estas palabras: «¿No sabes lo que la tiranía de Peter von Hagenbach, otrora Vogt del señor duque Carlos…que ejerció durante el tiempo que él gobernó nuestra provincia;…cómo…finalmente, fue decapitado. Me sorprende que estos hechos no asalten tu mente. Pero el Vogt, ignorando la advertencia, etc.»
Kaspar von Mörsberg fue, en 1487, capitán y Landvogt de Alsacia, del Sundgau, del Breisgau y de la Selva Negra. Sin embargo, fue instituido recién en 1490 por Maximiliano I. Kaspar tuvo por Unterlandvogt a Ludwig von Masmünster, quien firmó, en 1501, las cartas por las cuales Christoph Waldner von Freundstein, caballero de Rodas, renunciaba a su patrimonio.
En 1502, el conde Wolfgang von Fürstenberg, se titulaba capitán (Oberster Hauptmann) y Landvogt, no solamente de Alsacia, del Sundgau, y de la Selva Negra, sino también de las cuatro ciudades del Rin (die vier Waldstädte am Rhein), de Villingen y del Ortenau, y estos títulos se encuentran nuevamente en una carta de 1508.
El 3 de marzo de 1510, Maximiliano I instituyó, por cartas fechadas en Innsbruck, a Wilhelm I, señor de Rappoltstein, como capitán y Vogt de sus tierras Anteriores; es decir Alsacia, el Sundgau, el Breisgau, las cuatro ciudades del Rin, la Selva Negra y Villingen.  El Emperador impuso a Wilhelm la obligación de defender los derechos del príncipe y los súbditos, prestar seguridad a los recaudadores y otros oficiales, garantizar la seguridad de las carreteras y las comunicaciones, consultar a la Regencia de Innsbruck en todos los casos graves, abstenerse de tratar los asuntos feudales, a menos que medie una orden expresa del Emperador, y alimentar a veinticuatro caballos. El Emperador le asignó 16.000 Rheinischer Gulden como estipendio anual y el censo pagado por los judíos.
Wilhelm tuvo por Unterlandvögte en la Alta Alsacia al barón Leo von Staufen, en 1513, y a Hans Imer von Gilgenberg, caballero, en 1516 y siguientes. También son llamados Statthalter im Obern Elsass. Leo von Staufen era señor del castillo y de la ciudad fortificada del mismo nombre, en el Breisgau, no lejos de Sulzburg. Llegó a un entendimiento con los otros consejeros de la Regencia de Ensisheim para terminar un conflicto que había surgido entre Georg von Rathsamhausen y la ciudad de Bergheim, en relación con algunos derechos a percibir sobre el pueblo de Rodern, feudo austríaco. 

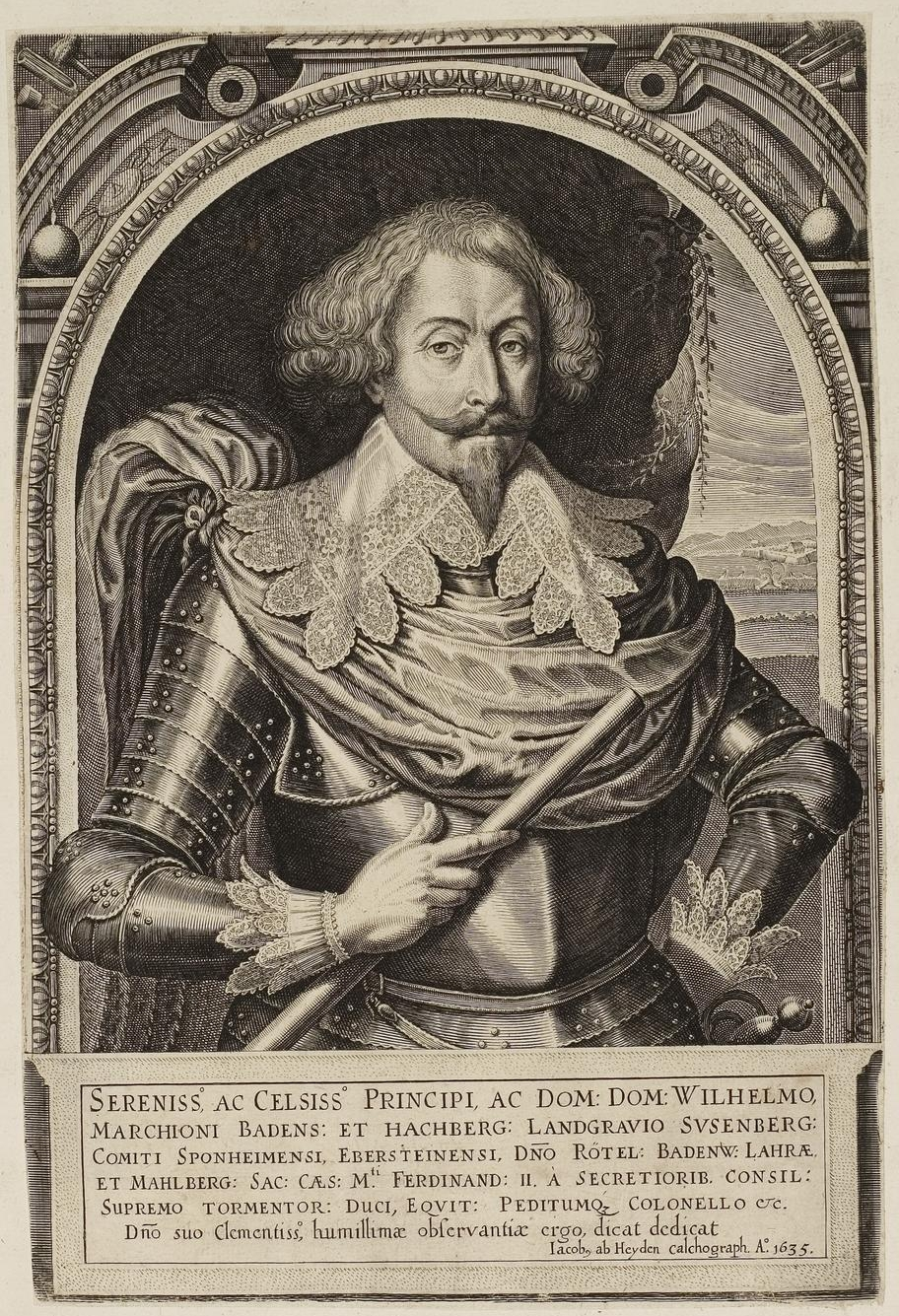
Wilhelm I, margrave de Baden por Jakob van der Heyden, 1635

Wilhelm von Rappoltstein, permaneció como Landvogt bajo los emperadores Maximiliano y Carlos V hasta 1524.
El año 1532 y siguientes, Gangolf, Herr zu Hohengeroldseck und Sulz, administraba la Alta Alsacia con los mismos poderes que su predecesor.
En 1555, el conde Georg II von Helfenstein-Wiesensteig, Freiherr von und zu Gundelfingen, portaba el título de capitán y Landvogt de la Alsacia austríaca (Oberster Landvogt im Elsass zu Ensisheim).
En 1560, Phillip Graf von Eberstein, aparece con los mismos títulos.
En 1566, el conde Ulrich von Montfort zu Rothenfels, sucedió al conde de Eberstein. Se encontraba en Haguenau en representación del emperador Maximiliano II, cuando el archiduque Fernando, su hermano, fue nombrado Landvogt imperial de Alsacia.
En 1572, Karl II von Hohenzollern-Sigmaringen era Vogt de la Alta Alsacia (Oberster Hauptmann und Landvogt im Elsass).
En 1594, Andreas, cardenal de Austria, obispo de Constanza y de Brixen, hijo del archiduque Fernando y de Philippine Welser, obtuvo la administración de las provincias Anteriores.
En 1601, el barón Rudolph von Bollweiler, hijo de Nikolaus y el último de su estirpe, fue nombrado consejero íntimo de los archiduques y Landvogt de Alsacia, del Sundgau y del Breisgau; murió en 1616, investido de sus funciones.
En 1616, Hans Christoph von Stadion, presidente de la Regencia (Statthalter) de Ensisheim, instituyó al conde de Fürstenberg Reichsvogt imperial de Kaysersberg.
Finalmente, el último Vogt austríaco de Alsacia fue Wilhelm, margrave de Baden, quien, ante la proximidad de los suecos, en el mes de noviembre de 1632, huyó con todos los consejeros de la Regencia de Ensisheim. El 2 de diciembre, Ensisheim fue ocupada por los suecos.

## Bajo la Corona de Francia

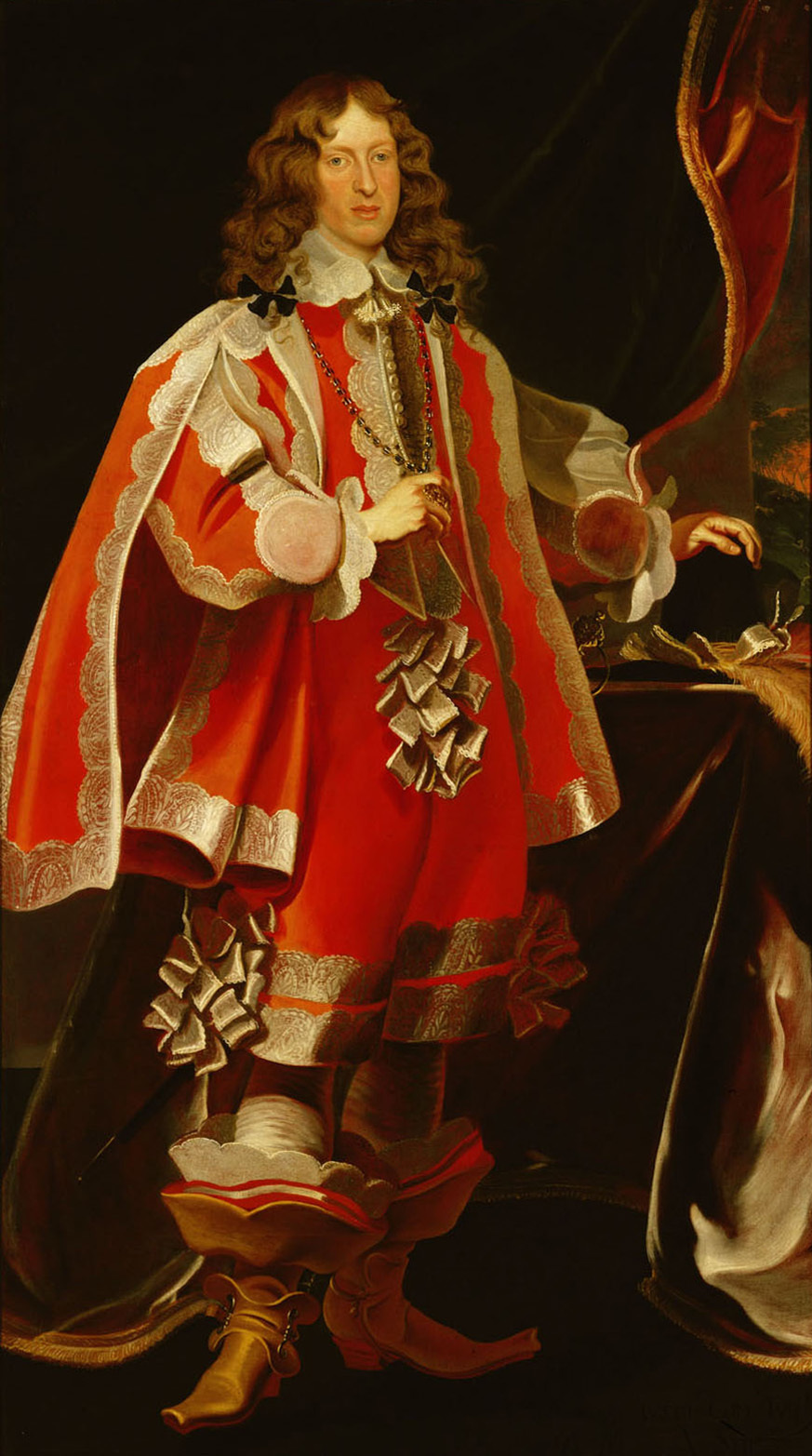
El archiduque Fernando Carlos de Austria, Óleo de Frans Luycks, 1648

Desde el año 1623, los territorios austríacos en Alsacia eran administrados por los archiduques pertenecientes a una línea lateral de la Casa de Habsburgo (Jüngere Tiroler Linie), gobernantes en Austria Anterior y el Tirol. El emperador Fernando II asignó el gobierno a su hermano, Leopoldo V, y separó este territorio para su descendencia.
Fernando Carlos, nacido el 17 de mayo de 1628, sucede en el Landgraviato de la Alta Alsacia, en 1632, a Leopoldo su padre, bajo la tutela de su madre Claudia de' Medici, quien fue nombrada gobernadora y administradora (Statthalterin) del Landgraviato en las actas de la Regencia de Ensisheim. Fue durante su minoría que los suecos, que habían hecho la conquista de Alsacia, la cedieron por el Tratado de París, el 1 de noviembre de 1634, a Luis XIII, Rey de Francia, su aliado. 
Esta provincia fue finalmente asegurada a esta última Corona por la Paz de Münster de 1648, por la cual el Emperador por sí, y por toda la Casa de Habsburgo, y el Imperio, cedió a perpetuidad a Luis XIV y a sus sucesores todos los derechos, propiedades, dominios, posesiones, y jurisdicciones en Alsacia, que incluían la ciudad de Breisach am Rhein, el Sundgau, el Landgraviato de Alta y Baja Alsacia y el Landvogtei sobre las diez ciudades imperiales libres.
El Rey, en compensación por la pérdida sufrida por el archiduque Fernando Carlos, le aseguró la suma de tres millones de libras tornesas.  Pero el pago no sería liberado hasta que Felipe IV, Rey de España, no diera su consentimiento a la cesión, hecho que se produjo por la Paz de los Pirineos en 1659, por la cual Su Majestad Católica cedió todos los derechos y pretensiones que pudiera tener en Alsacia, el Sundgau y el condado de Ferrette. 
Luis XIV, por un Tratado pasado, el 16 de diciembre de 1660, con el archiduque, se comprometió a pagar los tres millones en cinco partes en el espacio de tres años. Pero Fernando Carlos murió en Innsbruck, el 30 de diciembre de 1662, sin dejar hijos varones de su matrimonio con Anna de' Medici, hija de Cosme II, Gran Duque de Toscana, con quien se había casado el 10 de junio de 1646. Segismundo Francisco, su hermano y heredero, confirmó lo que había sido concluido en los tratados precedentes. Los tres millones fueron contados y pagados el 3 de diciembre de 1663, y los comprobantes se conservan en el Louvre.
Así, el Landgraviato de Alsacia, con el condado de Ferrette, el Landvogtei de Haguenau y todo lo que la Casa de Austria poseía en esa provincia, fue reunido a la Corona de Francia con la soberanía que perteneció al Emperador y el Imperio. Como los príncipes de esta Casa desistieron en el Tratado de Münster de los títulos de Landgraves de Alsacia y condes de Ferrette, dejaron de llevar dichos títulos en los tratados posteriores celebrados con Francia.

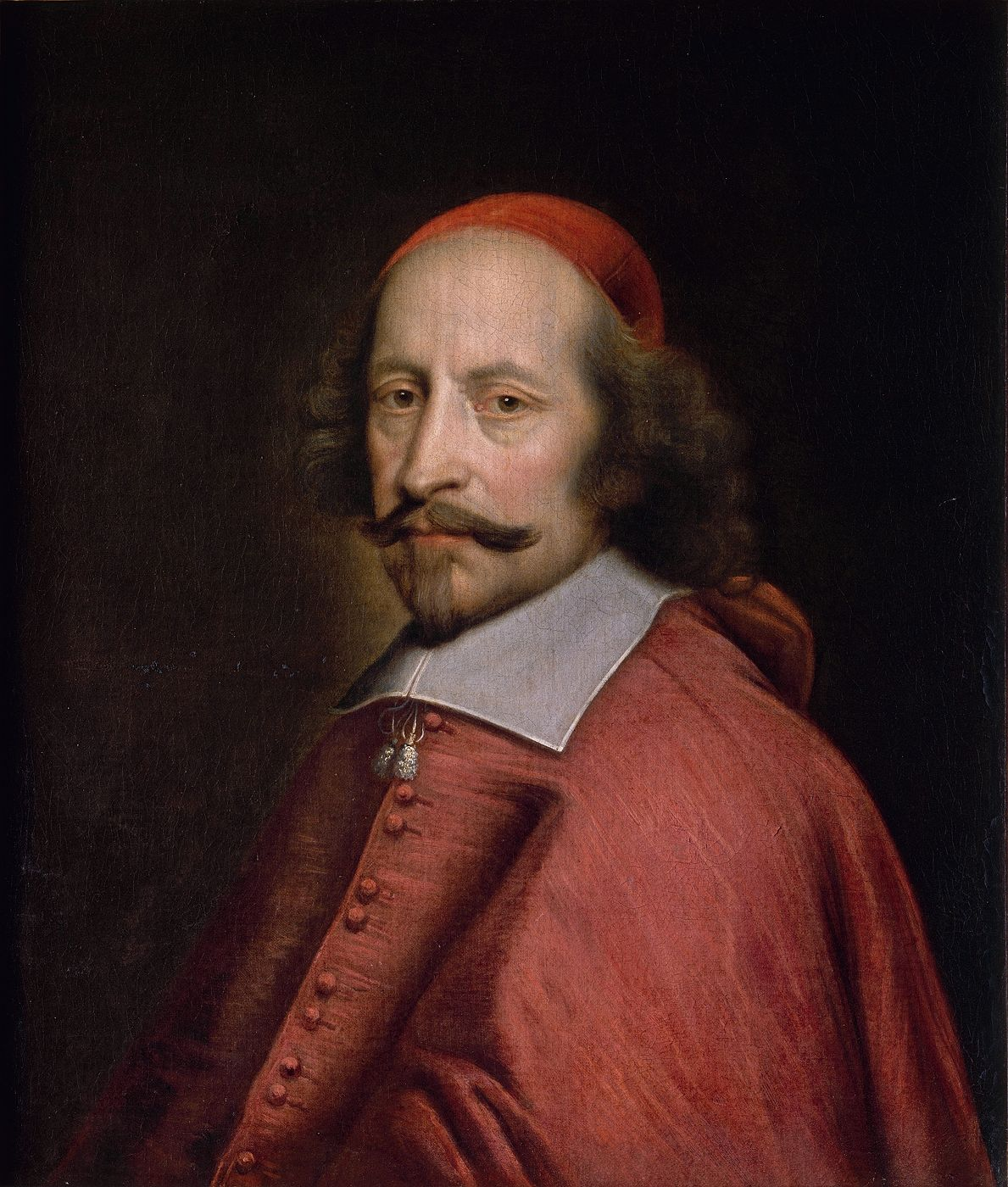
Jules Mazarin, retrato de Pierre Mignard (hacia 1658)

En diciembre de 1659, Luis XIV, con el deseo de recompensar a su primer ministro, el cardenal Mazarino por los servicios prestados a Francia y, especialmente por la parte que había tomado en la Paz de los Pirineos (7 de noviembre de 1659), le otorgó una importante donación que comprendía el condado de Belfort, el condado de Ferrette, y los señoríos de Rosemont, Delle, Thann, Altkirch e Issenheim como feudos hereditarios. Es decir, la mayor parte del Sundgau, alrededor de un tercio del actual departamento del Alto Rin.
El cardenal Mazarino, a falta de herederos de su nombre y, sin embargo queriendo perpetuarse, nombró a una de sus sobrinas, Hortense Mancini, heredera de sus vastos dominios, con la condición expresa de que su marido renuncie a su nombre y a sus armas, para tomar el nombre y las armas de los Mazarin. El Rey había prometido erigir en ducado nobiliario femenino, bajo el nombre de ducado de Mazarin, ya sea uno de los dominios del cardenal, u otro adquirido a tal efecto. Estos ducados que, en ausencia de herederos varones, pasaban a las mujeres, daban a sus maridos el título y rango de Par de Francia.
Armand-Charles de La Porte, duque de La Meilleraye, aceptó esta posición, y en febrero de 1661, se casó con Hortense Mancini; recibió en dote el ducado de Mayenne con doscientos mil libras y se llevó el título de duque de Mazarin. Pocos días después, en marzo de 1661, el cardenal Mazarino murió luego de haber realizado su testamento y codicilo del 6 y 7 de ese mismo mes, legando todos los bienes muebles e inmuebles a Hortense Mancini, su sobrina, y a Armand-Charles, duque de Mazarin, el marido de esta última, con cargo de transmitirlos, como resultado de la sustitución que él instituyó, al mayor de sus hijos varones, o, a falta de varones, a la mayor de sus hijas; en todo caso, obligando al marido a tomar el nombre y las armas de Mazarino, la propiedad en Alsacia y la donación realizada por Luis XIV, incluida en esta sustitución.

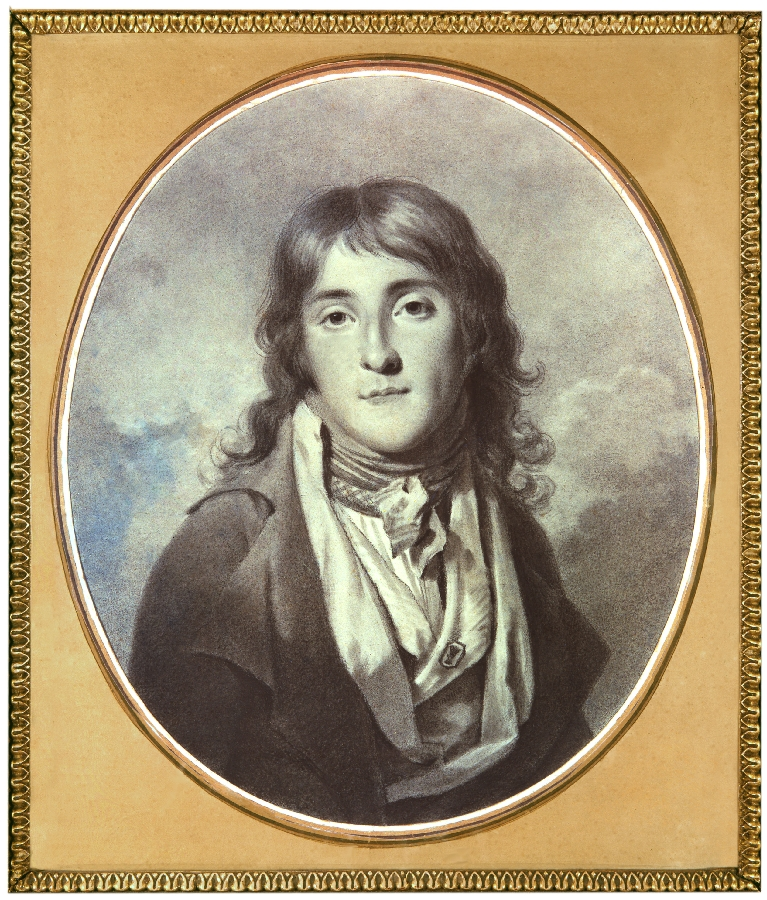
Honoré-Anne-Charles-Maurice Grimaldi, duque de Valentinois

Después de la muerte de Hortense Mancini en 1699 y de su marido en 1713, su hijo Paul-Jules, duque de Mazarin y de La Meilleraye, único hijo varón, recibe la sustitución establecida por el cardenal, su tío abuelo, y la transmite, a su muerte en 1731, a su hijo Guy-Paul-Jules. Este último murió en 1738 sin dejar descendencia masculina.
Su hija, Antoinette-Charlotte de Durfort-Duras, duquesa de La Meilleraye-Mazarin, casada con Emmanuel-Félicité de Durfort, duque de Duras, murió antes que su padre en 1735, dejando solo una hija, Louise-Jeanne de Durfort-Duras, todavía una niña, quien fue llamada para suceder los bienes sustituidos por el cardenal; ella se casó con Louis-Marie-Guy, marqués de Villequier, el hijo mayor del duque d'Aumont, más tarde, a su vez, duque d'Aumont, Par de Francia, y primer gentilhombre de la Cámara: ambos tomaron el nombre de duque y duquesa de Mazarin.
La duquesa d'Aumont-Mazarin murió en 1781, dejando una hija, Louise-Félicité-Victoire d'Aumont, duquesa de La Meilleraye-Mazarin, que se había casado, en 1771, con Honoré-Anne-Charles-Maurice Grimaldi, duque de Valentinois, príncipe heredero de Mónaco, quien fuera dispensado por un edicto del Rey, de tomar personalmente el nombre de Mazarin.
La herencia del cardenal Mazarino, instituida a partir de la donación de Luis XIV, que incluía los antiguos territorios austríacos en Alsacia, fue tomada por el duque y la duquesa de Valentinois, siendo su fortuna una de las más importantes de la provincia de Alsacia.
Diez años más tarde, la donación hecha al cardenal Mazarino fue anulada, al igual que todas las de la misma clase, por un decreto de la Asamblea Nacional de 14 de julio de 1791, y el Estado tomó posesión de los dominios que ella comprendía, confiscando el territorio en nombre de la soberanía nacional.